# 利比里亚—苏联关系
利比里亚—苏联关系在20世纪50年代至60年代两国间的接触断断续续，不过到了70年代有所改善，但到了80年代却趋于冷淡。

## 早期关系
1924年，利比里亚前驻俄公使马策瑙试探性地与苏联政府接触，探讨建立双边关系的可能性。苏联方面最初对此表示出兴趣，但最终未能建立外交关系。

## 杜伯曼时期
1946年，利比里亚与苏联就签署友好条约展开谈判，但未能达成协议。1952年利比里亚政府邀请苏联出席威廉·杜伯曼总统的第二次就职典礼，苏联方面拒绝出席。1956年1月，苏联代表团出席了杜伯曼的第三次总统就职典礼，这是苏联首次在撒哈拉以南非洲进行大使级外交代表活动。该代表团由苏联最高苏维埃主席亚历山大·P·沃尔科夫率领。沃尔科夫向利比里亚提出提供经济援助，但遭到杜伯曼的拒绝。新华社称苏联在非洲建立外交存在，是对西方帝国主义的有力回应。
此后几年，双方接触断断续续。1956年，苏联邀请杜伯曼访问莫斯科，但这一邀请引发了利比里亚传统盟友美国的强烈反应。杜伯曼被告知，若进行国事访问，将对利比里亞—美國關係造成负面影响。而杜伯曼对苏联的意图始终持怀疑态度，拒绝正式建立外交关系。1957年9月，利比里亚农业代表团访问苏联。1959年6月，利比里亚卫生代表团访问苏联，随后一个月又有农业代表团访苏。
1960年1月，努里金·穆希金诺夫率领苏联代表团出席杜伯曼的第四次总统就职典礼。1960年11月，利比里亚地方政府官员代表团访问苏联。1962年2月，由宇航员尤里·加加林率领的苏联科学代表团访问利比里亚。1962年8月，利比里亚副总统威廉·理查德·托尔伯特访问苏联。同年10月，苏联文化代表团访问利比里亚，随后在1963年4月，利比里亚文化代表团访问苏联，同年12月又有苏联文艺演出团访问利比里亚。

## 托尔伯特时期
在托尔伯特总统任内，利比里亚与苏联的关系有所改善。托尔伯特就任总统一年后的1972年6月，利比里亚和苏联在蒙罗维亚和莫斯科同时发表声明，同意互设大使馆。首任驻苏联的利比里亚大使为弗朗西斯·A·丹尼斯，而首任苏联驻利比里亚大使为为德米特里·萨福诺夫，后来A·A·乌拉诺夫接替了其职务。
1974年，利比里亚接受了苏联提供的经济援助。根据1976年签署的协议，利比里亚学生获得了赴苏联留学的奖学金。
1976年5月19日，利比里亚与苏联签署了《科学与文化合作协议》。在随后的1977年5月26日至6月1日，由众议院议长理查德·A·亨里斯率领的利比里亚议会代表团访问苏联。1978年11月16日至22日，苏联最高苏维埃代表团回访利比里亚。
在托尔伯特总统任期的最后几个月里，两国关系恶化，部分苏联外交官被利比里亚驱逐出境。

## 多伊时期
在塞缪尔·多伊总统执政期间，利比里亚与苏联的关系恶化，多伊与罗纳德·里根政府关系密切。然而在1980年多伊发动政变初期，苏联、古巴、利比亚等国家最初对其上台持积极态度。政变后不久，多伊恢复了与苏联的外交关系。在“人民救赎委员会”政权下，詹姆斯·E·摩根被任命为驻苏大使，随后由克里斯托弗·里克斯接任。1980年10月24日，利比里亚与苏联签署了一项航空服务协定。
1983年，多伊以苏联支持利比亚推翻其政权的阴谋为由，驱逐了包括大使乌拉诺夫在内的苏联外交官。乌拉诺夫于1983年11月22日被宣布为“不受欢迎人物”。作为报复，苏联方面也驱逐了驻苏的利比里亚大使里克斯。据报道，此后扎伊尔代表利比里亚在苏联行使外交事务，而波兰则代表苏联在利比里亚处理外交事务。1986年7月，双方恢复正常外交关系。1989年，苏联记者联盟代表团访问了利比里亚新闻工作者联盟，此次访问在多伊的审慎许可下得以进行。